# Шёберг, Хенрик
Хенрик Шёберг (швед. Kristian Henrik Rudolf Sjöberg) — шведский легкоатлет и гимнаст.
Единственный представитель Швеции на Олимпиаде 1896 года в Афинах. Шёберг утонул в городе Хельсингёр на востоке Дании в 1905 году.

## Олимпийские игры 1896
- Бег на 100 метров — занял предпоследнее место в предварительном забеге и не вышел в финал (результат неизвестен)
- Прыжок в высоту — занял 4-е место с результатом 1,60 м
- Прыжок в длину — место и результат неизвестны
- Метание диска — место и результат неизвестны
- Участвовал в соревнованиях по спортивной гимнастике в опорном прыжке